# زمین‌لرزه ۱۹۷۹ پرو
زمین‌لرزه پرو  در تاریخ ۱۶ فوریه ۱۹۷۹ میلادی، برابر با ‎۲۷ بهمن ۱۳۵۷، ساعت ۱۰:۰۸:۵۳ به زمان یوتی‌سی در پرو رخ داد. ژرفای این زلزله ۵۵٫۴ کیلومتر بود، و بزرگی آن ۷٫۱ در مقیاس Mw اعلام شده‌است. زمین‌لرزه به وقت محلی در روز جمعه، ساعت ۵ روی داده و منطقه زمانی آن یوتی‌سی -۵ بوده‌است .
سازمان زمین‌شناسی آمریکا نیز رومرکز این زمین‌لرزه را در مختصات ۱۶°۲۳′۲۴″جنوبی ۷۲°۳۹′۲۹″غربی / ۱۶٫۳۹°جنوبی ۷۲٫۶۵۸°غربی و ژرفای آن را در ۵۳ کیلومتر گزارش کرده‌است. بزرگی برگزیدهٔ این سازمان از میان بزرگیهای محاسبه‌شدهٔ مختلف ۶٫۹ در مقیاس Ms بوده و از دید اثر، در میان چهار دسته‌بندی «نامحسوس»، «محسوس»، «زیان‌آور» یا «با تلفات»، زلزله را «با تلفات» اعلام کرده‌است.
پروژهٔ «تنسور گشتاور مرکزوار» زاویه‌های (راستا، شیب، ریک) گسل سازندهٔ زمین‌لرزه و صفحه عمود بر آن را (°۵۹، °۱۶، °۲۵) یا (°۳۰۵، °۸۴، °۱۰۴) و نوع گسل را «معکوس» فرارسانده‌است.
شمار کشتگان زلزله حدود ۱۸ نفر بوده‌است.تعداد زخمیان ۱۰۰۰ نفر برآورده شده‌است.بی‌خانمان شدگان نیز ۱۰۰ نفر اعلام شده‌است.